# Davy Pröpper
Davy Pröpper (* 2. September 1991 in Arnhem) ist ein ehemaliger niederländischer Fußballnationalspieler. Er stand zuletzt bei der PSV Eindhoven unter Vertrag. Seine Brüder Robin und Mike sind ebenfalls Fußballspieler.

## Karriere

### Vereine
Pröpper begann seine Karriere in seiner Heimatstadt in der Jugend von Vitesse Arnheim. Sein Debüt für die Profimannschaft gab er am 17. Januar 2010 im Spiel gegen NEC Nijmegen, als er in der 84. Spielminute für Kevin van Diermen eingewechselt wurde. Sein erstes Tor in der Eredivisie erzielte er in der folgenden Saison bei der 2:4-Niederlage gegen Ajax Amsterdam. 2015 wechselte er nach über 130 Spielen zu PSV Eindhoven. Mit seinem neuen Verein wurde er in der Saison 2015/16 Meister der ersten niederländischen Liga und spielte in der UEFA Champions League. Nach erfolgreichen drei Jahren und 14 Champions-League-Spielen, bei denen ihm zwei Tore gelangen, wechselte Pröpper im Sommer 2017 für eine Ablösesumme von 13 Millionen Euro zum Aufsteiger in die englische Premier League Brighton & Hove Albion. Damit stellt er den bislang teuersten Transfer der Vereinsgeschichte dar. Auch in England konnte sich Pröpper wie in seinen vorigen Stationen bald im zentralen Mittelfeld etablieren. Zum Abschluss seiner Karriere kehrte er zum PSV Eindhoven zurück.

### Nationalmannschaft
Pröpper spielte für sämtlichen niederländischen Jugendnationalmannschaften von der U-18 bis zur U-21. Mit der niederländischen U-19 nahm er 2010 an der Europameisterschaft teil, scheiterte aber mit seiner Mannschaft in der Vorrunde. Bei den Niederlagen gegen Frankreich und Österreich kam er zum Einsatz. Am 16. November 2013 stand Pröpper beim 2:2-Unentschieden im Freundschaftsspiel gegen Japan erstmals im Kader der niederländischen A-Nationalmannschaft, kam aber nicht zum Einsatz und wurde somit auch nicht für die WM 2014 nominiert. Sein Debüt gab er schließlich am 5. Juni 2015 bei der 3:4-Niederlage im Freundschaftsspiel gegen die USA, als er in der 57. Spielminute für Robin van Persie eingewechselt wurde. Sein Pflichtspieldebüt gab er schließlich mit seiner Einwechslung zur Halbzeitpause für den verletzten Wesley Sneijder beim 4:1-Sieg gegen Belarus im WM-Qualifikationsspiel am 7. Oktober 2016. Seine ersten beiden Treffer für die Elftal erzielte er am 3. September 2017 beim 3:1-Sieg im WM-Qualifikationsspiel gegen Bulgarien.

## Erfolge
PSV Eindhoven
- Niederländischer Meister: 2016
- Niederländischer Supercup-Sieger: 2015, 2016, 2021